# Olga Novikova
Olga Aleksandrovna Novikova (Russisch: Ольга Александровна Новикова) (Moskou, 22 februari 1994) is een Russisch professioneel basketbalspeelster.

## Carrière
Novikova begon haar carrière bij Spartak SHVSM Efes in 2010. In 2012 stapte ze over naar Dinamo Moskou. Met Dinamo won ze de EuroCup Women in 2014. Ze wonnen de finale van Dinamo Koersk uit Rusland met 158-150 over twee wedstrijden. In 2015 ging Novikova naar Sparta&K Oblast Moskou Vidnoje. Met Sparta&K haalde ze de finale om de Beker van Rusland in 2016 maar verloor van Dinamo Koersk met 54-60. In 2017 ging Novikova naar Dinamo Novosibirsk. In 2018 verhuisde ze naar Nadezjda Orenburg. In 2019 won ze voor de tweede keer de EuroCup Women door in de finale te winnen van Basket Lattes-Montpellier uit Frankrijk met een totaalscore van 146-132 over twee wedstrijden. In 2021 stapte ze over naar BK Samara.

## Erelijst
- Landskampioen Rusland:
  - Derde: 2018, 2019
- Bekerwinnaar Rusland: 1
  - Winnaar: 2021
  - Runner-up: 2016
- RFB Super Cup:
  - Runner-up: 2021
- EuroCup Women: 2
  - Winnaar: 2014, 2019